# There's a Place for Us
«There's a Place for Us» (англ. Для нас є місце) — пісня, яку виконала Керрі Андервуд і написали Андервуд, Девід Ходжес та Гілларі Ліндсі. Композиція є саундтреком до фільму «Хроніки Нарнії: Підкорювач Світанку» (2010). У цифровому форматі пісня вийшла 16 листопада 2010 в США. У 2011 пісня отримала номінацію у категорії Best Original Song на 68-ій церемонії нагородження Ґреммі.

## Список пісень
| #  | Назва                    | Тривалість |
| -- | ------------------------ | ---------- |
| 1. | «There's a Place for Us» | 3:53       |

## Чарти
| Чарт (2010)                                   | Місце |
| --------------------------------------------- | ----- |
| Hot Canadian Digital Songs                    | 64    |
| U.S. Billboard Bubbling Under Hot 100 Singles | 7     |
| U.S. Billboard Country Digital Songs          | 11    |

## Продажі
Станом на 18 січня 2011 року продажі пісні становили 77,000 копій.